# Arthrhoplophora zachvatkini
Arthrhoplophora zachvatkini är en kvalsterart som först beskrevs av Shereef 1978.  Arthrhoplophora zachvatkini ingår i släktet Arthrhoplophora och familjen Protoplophoridae. Inga underarter finns listade i Catalogue of Life.